# Турция на Европейских играх 2015
Турция на I Европейских играх, которые прошли в июне 2015 года в столице Азербайджана, в городе Баку, была представлена 191 спортсменам, среди которых 81 женщина.

## Награды

### Золото
| Золото | |                                           |
| #      | Спортсмены | Вид спорта (дисциплина)                   |
| 1      | Бурак Уйгур | Карате (мужчины, до 67 кг)                |
| 2      | Энес Эркан | Карате (мужчины, от 84 кг)                |
| 3      | Серап Озчелик | Карате (женщины, до 50 кг)                |
| 4      | Рыза Каяалп | Греко-римская борьба (мужчины, до 130 кг) |
| 5      | Таха Акгюль | Греко-римская борьба (мужчины, до 125 кг) |
| 6      | Наз Айдемир, Кюбра Акман, Чагла Акын, Седа Асланъюрек, Диджле Нур Бабат, Мерве Далбелер, Бюшра Джансу, Мелиха Исмаилоглу, Гёзде Йылмаз, Аслы Калач, Гизем Карадайи, Нериман Озсой, Гюльдениз Пашаоглу, Полен Услупехливан | Волейбол (женщины)                        |

### Серебро
| Серебро |                  |                            |
| #       | Спортсмены       | Вид спорта (дисциплина)    |
| 1       | Мерве Чобан      | Карате (женщины, до 61 кг) |
| 2       | Мелтем Ходжаоглу | Карате (женщины, от 68 кг) |
| 3       | Сонер Демирташ   | Карате (мужчины, до 74 кг) |
| 4       | Эбру Шахин       | Дзюдо (женщины, до 48 кг)  |

### Бронза
| Бронза |                             |                                               |
| #      | Спортсмены                  | Вид спорта (дисциплина)                       |
| 1      | Эрман Эльтемур              | Карате (мужчины, до 75 кг)                    |
| 2      | Угур Акташ                  | Карате (мужчины, до 84 кг)                    |
| 3      | Мехмет Якан                 | Карате (мужчины, ката)                        |
| 4      | Дилара Бозан                | Карате (женщины, ката)                        |
| 5      | Метехан Басар               | Греко-римская борьба (мужчины, до 85 кг)      |
| 6      | Дженк Ильдем                | Греко-римская борьба (мужчины, до 98 кг)      |
| 7      | Сезер Акгюль                | Вольная борьба (мужчины, до 57 кг)            |
| 8      | Мустафа Кая                 | Вольная борьба (мужчины, до 65 кг)            |
| 9      | Якуп Гёр                    | Вольная борьба (мужчины, до 70 кг)            |
| 10     | Мерве Кенгер                | Вольная борьба (женщины, до 53 кг)            |
| 11     | Элиф Жале Ешильырмак        | Вольная борьба (женщины, до 58 кг)            |
| 12     | Нур Татар                   | Тхэквондо (женщины, до 67 кг)                 |
| 13     | Ибрагим Чолак               | Спортивная гимнастика (кольца)                |
| 14     | Абдула Алимоглу             | Стрельба (мужчины, пистолет, 50 м)            |
| 15     | Мелек Ху                    | Настольный теннис (женщины, одиночный разряд) |
| 16     | Мухаммед Унлю               | Бокс (мужчины, до 49 кг)                      |
| 17     | Элиф Джошкун                | Бокс (женщины, до 51 кг)                      |
| 18     | Озге Байрак, Неслихан Йигит | Бадминтон (женщины, парный разряд)            |
| 19     | Белькыз Зехра Кая           | Дзюдо (женщины, от 78 кг)                     |

## Состав команды
Борьба
Греко-римская борьба
- Метехан Басар
- Дженк Ильдем
- Рыза Каяалп
- Эмрах Кус
- Юнус Озель
- Абдулсамет Уджурли
- Фатих Учюнджю
- Сельчук Чеби

Велоспорт
 Велоспорт-маунтинбайк
- Абдулкадир Келледжи
- Эсра Куркджу

 Карате
- Угур Акташ
- Бурак Уйгур
- Эрман Эльтемур
- Энес Эркан
- Мехмет Якан
- Дилара Бозан
- Хафса Буруджу
- Серап Озчелик
- Мерве Чобан
- Мельтем Ходжаоглу
- Туба Якан

 Триатлон
- Йонас Шомбург
- Эче Бакичи
- Ипек Остозун

 Тхэквондо
- Сервет Тазегюль

## Результаты

### Борьба
В соревнованиях по борьбе разыгрывалось 24 комплекта наград. По 8 у мужчин и женщин в вольной борьбе и 8 в греко-римской. Турнир проходил по олимпийской системе с выбыванием. В утешительный раунд попадали участники, проигравшие в своих поединках будущим финалистам соревнований. Каждый поединок состоит из двух раундов по 3 минуты, победителем становится спортсмен, набравший большее количество баллов. По окончании схватки, в зависимости от результатов в каждом из раундов спортсменам начисляются классификационные очки.
Мужчины
Греко-римская борьба
Легенда:

VT — победа на туше;

PP — победа по очкам с техническим баллом у проигравшего;

PO — победа по очкам без технического балла у проигравшего;

SP — техническое превосходство, победа по очкам с разницей более, чем в 6 баллов с техническим баллом у проигравшего;

ST — техническое превосходство, победа по очкам с разницей более, чем в 6 баллов без технического балла у проигравшего;

| Соревнование | Спортсмены         | Первый раунд                         | 1/8 финала                      | Четвертьфинал                 | Полуфинал                     | Финал                                | Место |
| Соревнование | Спортсмены         | Соперник Результат                   | Соперник Результат              | Соперник Результат            | Соперник Результат            | Соперник Результат                   | Место |
| ------------ | ------------------ | ------------------------------------ | ------------------------------- | ----------------------------- | ----------------------------- | ------------------------------------ | ----- |
| до 59 кг     | Фатих Учюнджю      | И. Лизатович (CRO) В 4:0 (ST)        | В. Мунтяну (ROU) П 1:3 (PP)     | Завершил выступление          | Завершил выступление          | Завершил выступление                 | 10    |
| до 66 кг     | Абдулсамет Уджурли | Ю. да Сильва Пассуш (POR) В 3:1 (PP) | А. Максимович (SRB) П 0:5 (VT)  | Завершил выступление          | Завершил выступление          | Завершил выступление                 | 15    |
| до 71 кг     | Юнус Озель         | П. Лях (BLR) П 1:4 (SP)              | Завершил выступление            | Завершил выступление          | Завершил выступление          | Завершил выступление                 | 13    |
| до 75 кг     | Эмрах Кус          | Е. Кольцов (LAT) В 4:1 (SP)          | З. Датунашвили (GEO) П 1:3 (PP) | Завершил выступление          | Завершил выступление          | Завершил выступление                 | 12    |
| до 80 кг     | Сельчук Чеби       | не участвовал                        | Ч. Бестенис (LAT) В 4:0 (ST)    | А. Йергсен (SWE) В 3:0 (PO)   | Р. Гусейнов (AZE) П 0:4 (ST)  | Турнир за 3-е место                  | 5     |
| до 80 кг     | Сельчук Чеби       | не участвовал                        | Ч. Бестенис (LAT) В 4:0 (ST)    | А. Йергсен (SWE) В 3:0 (PO)   | Р. Гусейнов (AZE) П 0:4 (ST)  | Даниэль Александров (BUL) П 1:3 (PP) | 5     |
| до 85 кг     | Метехан Басар      | М. Сопадзе (GEO) В 3:1 (PP)          | Р. Хьёэрстад (NOR) В 3:0 (PO)   | Ж. Беленюк (UKR) П 1:3 (PP)   | Турнир за 3-е место           | Турнир за 3-е место                  | 3     |
| до 85 кг     | Метехан Басар      | М. Сопадзе (GEO) В 3:1 (PP)          | Р. Хьёэрстад (NOR) В 3:0 (PO)   | Ж. Беленюк (UKR) П 1:3 (PP)   | А. Тамаш (ROU) В 3:1 (PP)     | М. Манукян (ARM) В 3:0 (PO)          | 3     |
| до 98 кг     | Дженк Ильдем       | Р. Аванесян (ISR) В 3:0 (PO)         | Т. Лахти (FIN) В 3:1 (PP)       | Д. Тимонкини (ITA) В 3:0 (PO) | И. Магомедов (RUS) П 1:3 (PP) | Турнир за 3-е место                  | 3     |
| до 98 кг     | Дженк Ильдем       | Р. Аванесян (ISR) В 3:0 (PO)         | Т. Лахти (FIN) В 3:1 (PP)       | Д. Тимонкини (ITA) В 3:0 (PO) | И. Магомедов (RUS) П 1:3 (PP) | Орхан Нуриев (AZE) В 3:0 (PO)        | 3     |
| до 130 кг    | Рыза Каяалп        | не проводится                        | Б. Лам (HUN) В 5:0 (VT)         | С. Семёнов (RUS) В 3:0 (PO)   | Х. Наби (EST) В 3:0 (PO)      | С. Шариати (AZE) В 3:1 (PP)          | 1     |

### Велоспорт

#### Маунтинбайк
Соревнования по маунтинбайку проводилились в построенном специально для игр велопарке. Дистанция у мужчин составляла 36,7 км, а у женщин 27,9 км.
Мужчины
| Соревнование | Спортсмены          | Результат | Место | Отставание |
| ------------ | ------------------- | --------- | ----- | ---------- |
| Кросс-кантри | Абдулкадир Келледжи | LAP       | —     | —          |

Женщины
| Соревнование | Спортсмены   | Результат | Место | Отставание |
| ------------ | ------------ | --------- | ----- | ---------- |
| Кросс-кантри | Эсра Куркджу | LAP       | —     | —          |

### Гребля на байдарках и каноэ
Соревнования по гребле на байдарках и каноэ проходили в городе Мингечевир на базе олимпийского учебно-спортивного центра «Кюр». Разыгрывалось 15 комплектов наград. В каждой дисциплине соревнования проходили в три этапа: предварительный раунд, полуфинал и финал.
| Соревнование     | Спортсмены   | Предварительный раунд | Предварительный раунд | Предварительный раунд | Полуфинал | Полуфинал | Полуфинал | Финал                | Финал                | Итоговое место       |
| Соревнование     | Спортсмены   | Заплыв                | Время                 | Место                 | Заплыв    | Время     | Место     | Время                | Место                | Итоговое место       |
| ---------------- | ------------ | --------------------- | --------------------- | --------------------- | --------- | --------- | --------- | -------------------- | -------------------- | -------------------- |
| K-1, 1000 метров | Габор Божик  | 2                     | 3:38,071              | 2 (Q)                 | 1         | 3:26,322  | 4 (QB)    | Финал B              | Финал B              | 16                   |
| K-1, 1000 метров | Габор Божик  | 2                     | 3:38,071              | 2 (Q)                 | 1         | 3:26,322  | 4 (QB)    | 3:37,402             | 7                    | 16                   |
| C-1, 1000 метров | Матей Руснак | 1                     | 4:38,160              | 7 (Q)                 | 1         | DSQ       | —         | Завершил выступление | Завершил выступление | Завершил выступление |

### Карате
Соревнования по карате проходили в Бакинском кристальном зале. В каждой весовой категории принимали участие по 8 спортсменов, разделённых на 2 группы. Из каждой группы в полуфинал выходили по 2 спортсмена, которые по системе плей-офф разыгрывали медали Европейских игр.
Мужчины
| Соревнование | Спортсмены     | Групповой этап            | Групповой этап                | Групповой этап            | Групповой этап | 1/2 финала             | Финал                   | Итоговое место |
| Соревнование | Спортсмены     | 1 поединок                | 2 поединок                    | 3 поединок                | Место          | 1/2 финала             | Финал                   | Итоговое место |
| ------------ | -------------- | ------------------------- | ----------------------------- | ------------------------- | -------------- | ---------------------- | ----------------------- | -------------- |
| До 67 кг     | Бурак Уйгур    | Группа B                  | Группа B                      | Группа B                  | Группа B       | Н. Алиев (AZE) В 4:1   | С. да Коста (FRA) В 3:3 | 1              |
| До 67 кг     | Бурак Уйгур    | И. М. Тадишши (HUN) В 2:0 | Р. Гиглер (GER) П 0:1         | Д. Домджони (CRO) Н 0:0   | 2 (Q)          | Н. Алиев (AZE) В 4:1   | С. да Коста (FRA) В 3:3 | 1              |
| До 75 кг     | Эрман Эльтемур | Группа A                  | Группа A                      | Группа A                  | Группа A       | Л. Буза (ITA) П 2:4    | За 3-е место            | 3              |
| До 75 кг     | Эрман Эльтемур | Р. Садыков (LAT) В 1:0    | Р. Агаев (AZE) В 5:3          | И. Никулин (UKR) В 4:0    | 1 (Q)          | Л. Буза (ITA) П 2:4    | Н. Бич (GER) В 2:0      | 3              |
| До 84 кг     | Угур Акташ     | Группа A                  | Группа A                      | Группа A                  | Группа A       | М. Цанос (GRE) П 1:2   | За 3-е место            | 3              |
| До 84 кг     | Угур Акташ     | А. Карачи (KOS) П 1:3     | К. Варда (POL) В 9:1          | Н. Маэстри (ITA) В 11:2   | 2 (Q)          | М. Цанос (GRE) П 1:2   | А. Карачи (KOS) В 4:3   | 3              |
| Свыше 84 кг  | Энес Эркан     | Группа B                  | Группа B                      | Группа B                  | Группа B       | С. Битевич (SRB) В 2:1 | Й. Хорне (GER) В 2:1    | 1              |
| Свыше 84 кг  | Энес Эркан     | Ш. Атамов (AZE) В 10:1    | С. Маргаритопулос (GRE) В 8:0 | М. Нестровски (MKD) В 3:0 | 1 (Q)          | С. Битевич (SRB) В 2:1 | Й. Хорне (GER) В 2:1    | 1              |
| Ката         | Мехмет Якан    | Группа B                  | Группа B                      | Группа B                  | Группа B       | М. Бузато (ITA) П 2:3  | За 3-е место            | 3              |
| Ката         | Мехмет Якан    | Т. Балджанлы (AZE) В 5:0  | А. Гута (ROU) В 5:0           | М. Дак (FRA) В 4:1        | 1 (Q)          | М. Бузато (ITA) П 2:3  | М. Дак (FRA) В 4:1      | 3              |

Женщины
| Соревнование | Спортсмены        | Групповой этап           | Групповой этап           | Групповой этап                 | Групповой этап | 1/2 финала               | Финал                     | Итоговое место        |
| Соревнование | Спортсмены        | 1 поединок               | 2 поединок               | 3 поединок                     | Место          | 1/2 финала               | Финал                     | Итоговое место        |
| ------------ | ----------------- | ------------------------ | ------------------------ | ------------------------------ | -------------- | ------------------------ | ------------------------- | --------------------- |
| До 50 кг     | Серап Озчелик     | Группа A                 | Группа A                 | Группа A                       | Группа A       | Е. Крива (UKR) В 0:0     | Б. Планк (AUT) В 1:0      | 1                     |
| До 50 кг     | Серап Озчелик     | М. Берулеч (CRO) В 3:0   | Н. Алиева (AZE) В 6:0    | Б. Планк (AUT) В 3:0           | 1 (Q)          | Е. Крива (UKR) В 0:0     | Б. Планк (AUT) В 1:0      | 1                     |
| До 55 кг     | Туба Якан         | Группа B                 | Группа B                 | Группа B                       | Группа B       | Завершила выступление    | Завершила выступление     | Завершила выступление |
| До 55 кг     | Туба Якан         | Е. Ковачевич (CRO) Н 0:0 | И. Гасымова (AZE) П 0:1  | Д. Уорлинг (LUX) В 5:0         | 3              | Завершила выступление    | Завершила выступление     | Завершила выступление |
| До 61 кг     | Мерве Чобан       | Группа B                 | Группа B                 | Группа B                       | Группа B       | Т. Ристич (SLO) В 6:0    | Л. Иньяс (FRA) П 1:1      | 2                     |
| До 61 кг     | Мерве Чобан       | А. Ленард (CRO) Н 0:0    | И. Суханкова (SVK) В 2:0 | Ф. Абиева (AZE) В 2:1          | 1 (Q)          | Т. Ристич (SLO) В 6:0    | Л. Иньяс (FRA) П 1:1      | 2                     |
| До 68 кг     | Хафса Буруджу     | Группа B                 | Группа B                 | Группа B                       | Группа B       | Завершил выступление     | Завершил выступление      | Завершил выступление  |
| До 68 кг     | Хафса Буруджу     | М. Ракович (MNE) Н 0:0   | Э. Квиричи (SUI) П 0:1   | Т. Фриманнсдоттир (ISL) В 10:1 | 3              | Завершил выступление     | Завершил выступление      | Завершил выступление  |
| Свыше 68 кг  | Мельтем Ходжаоглу | Группа B                 | Группа B                 | Группа B                       | Группа B       | Х. Антунович (SWE) В 3:2 | М. Мартинович (CRO) П 0:5 | 2                     |
| Свыше 68 кг  | Мельтем Ходжаоглу | Б. Ганева (BUL) В 5:1    | И. Зайцева (RUS) Н 0:0   | Х. Куусисто (FIN) В 1:0        | 1 (Q)          | Х. Антунович (SWE) В 3:2 | М. Мартинович (CRO) П 0:5 | 2                     |
| Ката         | Дилара Бозан      | Группа B                 | Группа B                 | Группа B                       | Группа B       | С. Скордо (FRA) П 2:3    | За 3-е место              | 3                     |
| Ката         | Дилара Бозан      | В. Киук (CRO) В 5:0      | А. Гурбанова (AZE) В 5:0 | Я. Блойль (GER) В 4:1          | 1 (Q)          | С. Скордо (FRA) П 2:3    | Я. Блойль (GER) В 4:1     | 3                     |

### Триатлон
Соревнования по триатлону состояли из 3 этапов — плавание (1,5 км), велоспорт (40 км), бег (9,945 км).
Мужчины
| Соревнование | Спортсмены    | Плавание | Смена | Велоспорт | Смена | Бег   | Итоговое время | Место | Отставание |
| ------------ | ------------- | -------- | ----- | --------- | ----- | ----- | -------------- | ----- | ---------- |
| Мужчины      | Йонас Шомбург | 19:15    | 0:45  | 56:08     | 0:24  | 33:02 | 1:49:34        | 6     | +1:03      |

Женщины
| Соревнование | Спортсмены   | Плавание | Смена | Велоспорт | Смена | Бег | Итоговое время | Место | Отставание |
| ------------ | ------------ | -------- | ----- | --------- | ----- | --- | -------------- | ----- | ---------- |
| Женщины      | Эче Бакичи   | 23:19    | 0:49  | 1:10:28   | 0:31  | DNF | —              | —     | —          |
| Женщины      | Ипек Остозун | 24:14    | 0:54  | LAP       | LAP   | LAP | —              | —     | —          |

### Тхэквондо
Соревнования по тхэквондо проходят по системе с выбыванием. Для победы в турнире спортсмену необходимо одержать 4 победы. Тхэквондисты, проигравшие по ходу соревнований будущим финалистам, принимают участие в утешительном турнире за две бронзовые медали.
Мужчины
| Категория | Спортсмены      | Первый раунд          | Четвертьфинал      | Полуфинал             | Финал                      | Место |
| Категория | Спортсмены      | Соперник Результат    | Соперник Результат | Соперник Результат    | Соперник Результат         | Место |
| --------- | --------------- | --------------------- | ------------------ | --------------------- | -------------------------- | ----- |
| до 68 кг  | Сервет Тазегюль | К. Робак (POL) П 9:21 | Не участвовал      | За 3-е место          | За 3-е место               | 5     |
| до 68 кг  | Сервет Тазегюль | К. Робак (POL) П 9:21 | Не участвовал      | М. Силва (POR) В 12:6 | А. Денисенко (RUS) П 16:19 | 5     |